# Teloxys aristata
Teloxys aristata (ook wel zeeschuim) is een plant uit de amarantenfamilie (Amaranthaceae). Het is de enige plant uit zijn geslacht. De plant komt voor in Oost-Europa en de gematigde delen van Azië.
De gedroogde takjes lijken op miniatuurbomen en worden na beschildering vaak gebruikt als decor op miniatuurtreinbanen. Soms vinden ze ook toepassing in bloemstukken. 
Een populaire benaming is 'zeeschuim' (Frans: 'écume de mer'), omdat het soms lijkt op zeeschuim, maar de plant heeft voor de rest niets met de zee te maken.